# 布列塔尼国立高等建筑学校
布列塔尼国立高等建筑学校（法語：École nationale supérieure d'architecture de Bretagne）是法国雷恩的一所建筑学校。学校由法国文化部与法国高等教育部共管，是法国20所公立建筑学校之一。

## 历史
学校始建于1905年，当时名为雷恩大区建筑学校。1978年，学校主管部门由法国文化部转为装备部，校名改为布列塔尼建筑学校。自1990年起，学校搬入由Patrick Berger设计的新校舍中。

## 外部連結
- 官方网站